# Northern Storm Wrestling
Northern Storm Wrestling (также известна как NSW) — российский реслинг-промоушн, который проводит шоу в Санкт-Петербурге. Основан в 2014 году. NSW стал первым промоушном рестлинга на территории Санкт-Петербурга. NSW проводит свои шоу на ежемесячной основе, после чего матчи с этих шоу появляются в интернете для свободного просмотра.

## История компании

### Основание и первые шоу

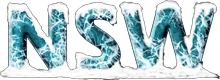
Первый логотип NSW

Летом 2014 года начались первые действия по основанию компании. Уже 1 сентября в Санкт-Петербурге открылась первая школа рестлинга в городе, куда пришло большое количество новичков, тренировочный процесс начался в тот же день. Первое шоу было проведено уже 7 декабря 2014 года в клубе «Космонавт». На шоу, помимо опытных рестлеров из Москвы, свои дебюты совершили первые выпускники школы NSW. Помимо этого, на шоу провели матч ведущие популярного YouTube канала LizzzTV — Макс Брандт и Костя Павлов. 26 апреля 2015 года NSW уже самостоятельно провели второе шоу в клубе More. На шоу выступали уже дебютировавшие рестлеры NSW, некоторые рестлеры НФР и новые выпускники школы NSW. Также на этом шоу было объявлено, что, начиная с лета, шоу NSW будут проходить на ежемесячной основе.
В мае рестлеры NSW выступили на первом фестивале «Комик Кон» в Санкт-Петербурге, который прошёл в 16-17 числах. Затем последовало третье шоу NSW, которое прошло на новой базе промоушна, на которой компания базировалась до 2021 года — домашняя арена NSW по адресу Лесной проспект 59/7. Также летом при поддержке канала LizzzTV NSW запустила новый проект — Wrestling Time. Для участия в проекте набрали новичков, которые хотели начать карьеру рестлера. Участники были поделены на две команды, и у каждой был свой наставник — ведущий канала LizzzTV. Участники проходили специальный тренировочный курс, который был заснят на камеру. Каждую неделю 2 участника покидали проект. 17 июля о NSW сделали репортаж журналисты телеканала «Санкт-Петербург». И, наконец, с 31 июля по 2 августа, рестлеры NSW выступили в рамках ещё одного фестиваля — Starcon, на котором помимо обычных боёв, прошёл первый в России командный турнир «Триумф».

### Первая «Битва на Неве»
1 сентября 2015 года NSW объявила о том, что вступила в Европейский Союз Рестлинг Ассоциаций, в который входят рестлинг-промоушны из Дании, Ирландии, Англии, Италии, Германии, Норвегии и Шотландии. Также состоялось главное шоу года от NSW — «Битва на Неве», на котором выступила звезда мирового рестлинга Кольт Кабана. На этом же шоу состоялся финал проекта Wrestling Time. Помимо этого, на «Битве на Неве» определились первые чемпионы промоушна:
- Алекс Андерсон стал чемпионом NSW;
- Денис Руденко и Максим Рустамов стали командными чемпионами NSW;
- Фредди Мачете стал экстремальным чемпионом NSW;

После этого, как и объявлялось ранее, шоу начали проводиться ежемесячно на «Домашней арене NSW». В конце 2015 года было объявлено, что новое большое шоу «Ультиматум» пройдёт 23 января 2016 года и помимо обычных матчей, на шоу будет проведена Королевская битва в которой будут принимать участие 30 рестлеров.

### Самое большое шоу рестлинга в истории Санкт-Петербурга
25 августа 2018 года, во время регулярного шоу Cross Factor, было объявлено, что «Битва на Неве» 2018 года станет самым большим шоу рестлинга в истории Санкт-Петербурга, так как будет идти на протяжении двух дней. Шоу состоялось 24 и 25 ноября сразу на двух аренах — первый день прошёл на «Домашней арене NSW», а второй день уже на «Большой арене NSW».

## Шоу от NSW
- Cross Factor (регулярное ежемесячное шоу)
- NSW mini (регулярное домашнее шоу)
- Ультиматум (большое ежегодное шоу)
- Битва на Неве (большое ежегодное шоу)
- Новогодний Шторм (новогоднее специальное шоу)
- Буря Перед Битвой (специальное шоу перед главным шоу года)
- Выступления на различных площадках и фестивалях Санкт-Петербурга (Epic Con, Starcon, Большой Фестиваль, MazaPark)

## Чемпионские пояса и другие титулы

### Действующие чемпионы
| Титул                                   | Действующий чемпион          | Дата выигрыша          | Шоу                  | Предыдущий чемпион |
| --------------------------------------- | ---------------------------- | ---------------------- | -------------------- | ------------------ |
| Чемпион NSW                             | Дмитрий Донской              | 16 декабря 2023        | «Битва На Неве 2023» | Шаман              |
| Командное чемпионство NSW               | Кирилл Валыло и Карина Росси | 16 декабря 2023        | «Битва На Неве 2023» | Альфа 767          |
| Женская Чемпионка NSW (Титул Упразднён) | Эбби                         | 18 — ого сентября 2021 | «Cross Factor»       | Элита              |
| Северный Чемпион NSW                    | Ронни Кримсон                | 16 декабря 2023        | «Битва На Неве»      | Дизастер           |

### Другие достижения
| Событие                          | Победитель                                       | Дата выигрыша   | Шоу                                |
| -------------------------------- | ------------------------------------------------ | --------------- | ---------------------------------- |
| Командный турнир «Триумф» 2015   | Алькор, Геймер и Антонио эль Кампеон дель Пуебло | 02 августа 2015 | Шоу NSW в рамках фестиваля Starcon |
| Командный турнир «Триумф» 2016   | Индиго, Вегас и Рино                             | 02 июля 2016    | Northern Storm X                   |
| Командный турнир «Триумф» 2017   | Ронни Кримсон, Дмитрий Орлов и Юлиана            | 17 июня 2017    | Northern Storm (17/06)             |
| Турнир «Триумф» 2018             | «Лаборатория» (Виктор Айзенхардт, НЭД и Литана)  | 23 июня 2018    | Cross Factor (23/06)               |
| Королевская битва 2016           | Руслан «Акела» Ангелов                           | 23 января 2016  | Ультиматум 2016                    |
| Королевская битва 2017           | Шаман                                            | 15 апреля 2017  | Ультиматум 2017                    |
| Королевская битва 2018           | Дмитрий Орлов                                    | 24 марта 2018   | Ультиматум 2018                    |
| Турнир «Абсолютное Безумие» 2016 | Анатолий Мороз                                   | 09 апреля 2016  | Абсолютное Безумие 2016            |

## Официальные лица[39]
| Официальное лицо    | Должность            |
| ------------------- | -------------------- |
| Александра Романова | Генеральный Менеджер |
| Герда               | Анонсер              |
| Андрей Павлов       | Рефери               |
| Константин Сутягин  | Рефери               |
| Эрика Шульц         | Рефери               |